# Кірстен Джиллібранд
Кірстен Елізабет Рутнік Джиллібранд (англ. Kirsten Elizabeth Rutnik Gillibrand; нар. 9 грудня 1966, Олбані, Нью-Йорк) — американська політик-демократ.

## Життєпис
Закінчила Дартмутський коледж (1988, бакалавр мистецтв magna cum laude), де вивчала сходознавство. Здобула спеціальність «Азійські дослідження», навчаючись у Пекіні та Тайвані. У Пекіні вона навчалася та жила з акторкою Конні Бріттон у Пекінському педагогічному університеті. Закінчила навчання з відзнакою у 1988 році. У Дартмуті вона була членом жіночого товариства Kappa Kappa Gamma. Під час навчання в коледжі стажувалася в офісі сенатора Аль Д'Амато в Олбані. Ступінь доктора права отримала в школі права Університету Каліфорнії в Лос-Анджелесі (1991).
У 2007–2009 роках — член Палати представників від Нью-Йорка.
З січня 2009 — сенаторка від штату Нью-Йорк. Після того як обрали губернатора штату, Девіда Петерсона зайняла місце колишньої сенаторки Гілларі Клінтон.
Одружена з Джонатаном Джиллібрандом з 2001 року, сини — Теодор (2003) і Генрі (2008).

## Позиція щодо Північного потоку-2
У січні 2022 проголосувала проти проєкту санкцій для газогону «Північний потік-2» як засобу запобігання російському вторгненню в Україну.